# Grand Prix Suisse féminin 2000
La 4e édition du Grand Prix Suisse féminin a eu lieu le 3 septembre 2000. Elle est aussi dénommée Finale d'Embrach car c'est la dernière manche de la Coupe du monde de cyclisme sur route féminine 2000. La course est remportée par la Finlandaise Pia Sundstedt. Elle se dispute le lendemain de la fin du Tour de Suisse féminin.

## Organisation
Ueli Marti est l'organisateur de la course. Il organise également le Tour de Suisse féminin.

## Parcours
Le circuit de la course est long de 21,5 km. Il contient deux côtes. Celle entre Pfungen et Sonnenbühl (lieu-dit) est longue de deux kilomètres avec un passage à quinze pour cent et un dénivelé total de 124 m. Le dernier kilomètre est parfaitement plat et droit. Six tours sont à parcourir. Le départ est donné proche de l'Aéroport international de Zurich avec une partie en ligne de huit kilomètres avant de rejoindre le circuit. Le dénivelé positif total est de 1 866 m.

## Récit de la course

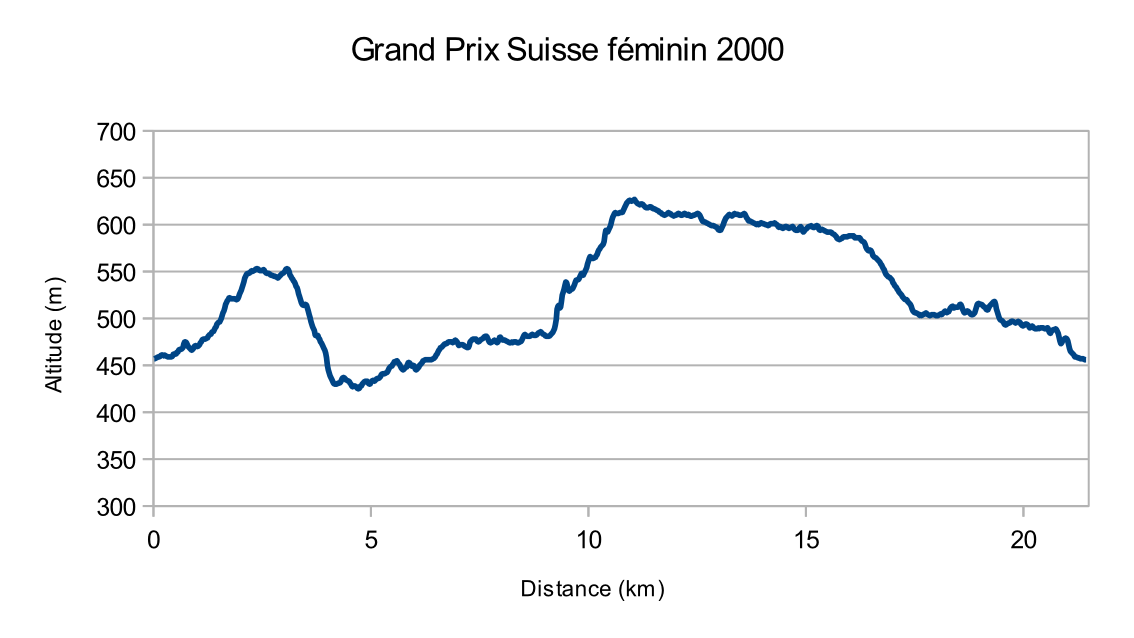
Profil de la course.

Après deux tours d'observation, une sélection s'opère lors du troisième tour. Seules vingt-quatre coureuses forment le groupe de tête. Lors de la quatrième ascension vers Sonnenbühl, Fabiana Luperini et Pia Sundstedt s'échappent. Un groupe de poursuite de sept coureuses se forme derrière. Il est constitué de : Nicole Brändli, Alessandra Cappellotto, Cindy Pieters, Susanne Ljungskog, Mirjam Melchers, Rasa Polikevičiūtė et Diana Žiliūtė. Les deux coureuses de têtes prennent une avance de deux minutes et se jouent la victoire. Luperini laisse la victoire à Sundstedt. L'Italienne a en effet une chance de remporter la Coupe du monde si Diana Žiliūtė termine au-delà de la huitième place. La Lituanienne attaque donc derrière et est accompagnée de Susanne Ljungskog et Mirjam Melchers. Elle prend la quatrième place et s'assure donc la victoire sur la Coupe du monde.

## Classement final
| \| Classement général \| Classement général \| Classement général \| Classement général \| Classement général \| \| Coureuse \| Coureuse \| Pays \| Équipe \| Temps \| \| ------------------ \| ---------------------- \| ------------------ \| ------------------------- \| ------------------ \| \| 1re \| Pia Sundstedt \| Finlande \| Gas Sport Team \| 3 h 42 min 12 s \| \| 2e \| Fabiana Luperini \| Italie \| Gas Sport Team \| + 0 s \| \| 3e \| Mirjam Melchers \| Pays-Bas \| Pays-Bas \| + 3 min 46 s \| \| 4e \| Diana Žiliūtė \| Lituanie \| Acca Due O-Lorena Camicie \| + 3 min 46 s \| \| 5e \| Susanne Ljungskog \| Suède \| Farm Frites-Hartol \| + 3 min 46 s \| \| 6e \| Alessandra Cappellotto \| Italie \| Gas Sport Team \| + 4 min 37 s \| \| 7e \| Jolanta Polikevičiūtė \| Lituanie \| Acca Due O-Lorena Camicie \| + 4 min 37 s \| \| 8e \| Nicole Brändli \| Suisse \| Suisse \| + 4 min 37 s \| \| 9e \| Cindy Pieters \| Belgique \| Vlaanderen 2002 Ladies \| + 4 min 42 s \| \| 10e \| Yvonne Brunen \| Pays-Bas \| Farm Frites-Hartol \| + 12 min 51 s \| |                        |          |                           |                 |
| |                        |          |                           |                 |
| Source : Cycling Archives |                        |          |                           |                 |
| Classement général |                        |          |                           |                 |
| Coureuse | Coureuse               | Pays     | Équipe                    | Temps           |
| 1re | Pia Sundstedt          | Finlande | Gas Sport Team            | 3 h 42 min 12 s |
| 2e | Fabiana Luperini       | Italie   | Gas Sport Team            | + 0 s           |
| 3e | Mirjam Melchers        | Pays-Bas | Pays-Bas                  | + 3 min 46 s    |
| 4e | Diana Žiliūtė          | Lituanie | Acca Due O-Lorena Camicie | + 3 min 46 s    |
| 5e | Susanne Ljungskog      | Suède    | Farm Frites-Hartol        | + 3 min 46 s    |
| 6e | Alessandra Cappellotto | Italie   | Gas Sport Team            | + 4 min 37 s    |
| 7e | Jolanta Polikevičiūtė  | Lituanie | Acca Due O-Lorena Camicie | + 4 min 37 s    |
| 8e | Nicole Brändli         | Suisse   | Suisse                    | + 4 min 37 s    |
| 9e | Cindy Pieters          | Belgique | Vlaanderen 2002 Ladies    | + 4 min 42 s    |
| 10e | Yvonne Brunen          | Pays-Bas | Farm Frites-Hartol        | + 12 min 51 s   |